# Lebenswissen
Der Begriff Lebenswissen entfaltet die Beziehung zwischen Leben und Wissen. Er wurde von dem Potsdamer Romanisten Ottmar Ette neu geprägt und behandelt Grundfragen von Literatur und Lebenswissen sowie von Literaturwissenschaft und Lebenswissenschaft im Kontext einer philologischen Grundlagenforschung.